# Кировский НИИ гематологии и переливания крови Минздрава РФ
ФГБУН «Кировский НИИ гематологии и переливания крови Федерального медико-биологического агентства» . Расположен в городе Кирове. Занимается изучением проблем гематологии и гемотрансфузии, криоконсервированием крови. При институте работает станция переливания крови первой категории, гематологическая клиника на 126 коек. В институте проводится лечение анемии, гемофилии, лейкозов. Выполняются операции по пересадке костного мозга. Осуществляется инфузионная и трансфузионная терапия хирургических больных.